# 昌信駅
昌信駅（チャンシンえき）は、大韓民国ソウル特別市鐘路区崇仁洞にある、ソウル交通公社6号線の駅である。駅番号は637。

## 歴史
- 2000年12月15日 - ソウル特別市都市鉄道公社（当時）6号線の駅として開業。
- 2017年5月31日 - ソウル特別市都市鉄道公社とソウルメトロが統合され、ソウル交通公社の駅となる。

## 駅構造

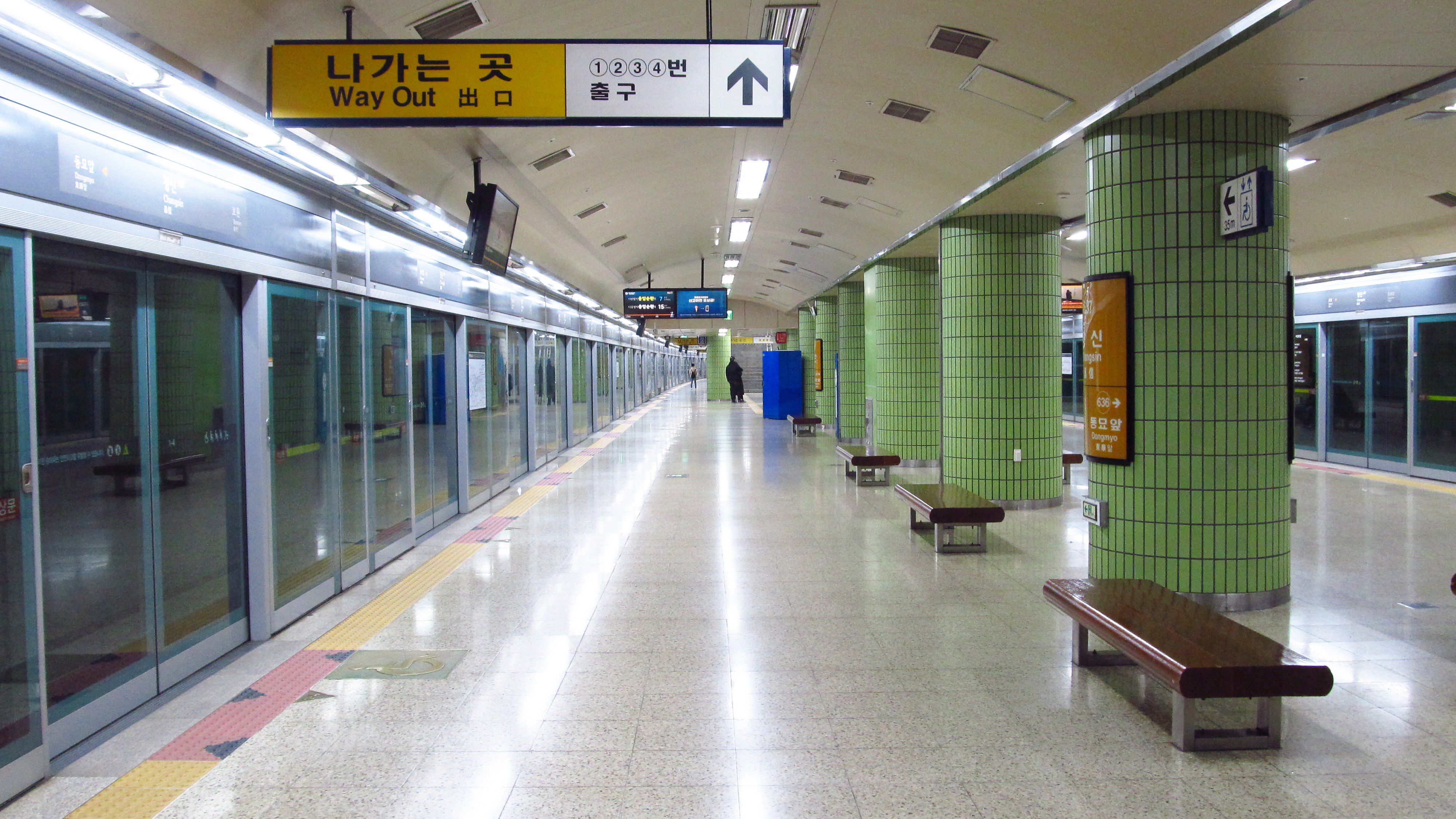
プラットホーム

島式ホーム1面2線の地下駅。

### のりば
案内上ののりば番号は設定されていない。
| 上り | 6号線 | 東廟前・三角地・ワールドカップ競技場駅・鷹岩方面 |
| 下り | 6号線 | 普門・高麗大・石渓・新内方面                     |

## 利用状況
近年の一日平均利用人員推移は下記のとおり。なお、2000年は開業日の12月15日から12月31日までの17日間の平均である。
| 路線  | 路線     | 2000年 | 2001年 | 2002年 | 2003年 | 2004年 | 2005年 | 2006年 | 2007年 | 2008年 | 2009年 | 出典  |
| ----- | -------- | ------ | ------ | ------ | ------ | ------ | ------ | ------ | ------ | ------ | ------ | ----- |
| 6号線 | 乗車人員 | 1,239  | 2,173  | 2,813  | 3,140  | 3,258  | 3,089  | 3,014  | 3,086  | 3,237  | 3,394  | [ 1 ] |
| 6号線 | 降車人員 | 1,246  | 2,159  | 2,728  | 3,020  | 3,061  | 2,890  | 2,701  | 2,667  | 2,789  | 2,968  | [ 1 ] |
| 6号線 | 乗降人員 | 2,485  | 4,331  | 5,541  | 6,160  | 6,319  | 5,978  | 5,715  | 5,753  | 6,026  | 6,362  | [ 1 ] |
| 路線  | 路線     | 2010年 | 2011年 | 2012年 | 2013年 | 2014年 | 2015年 |        |        |        |        | [ 1 ] |
| 6号線 | 乗車人員 | 3,420  | 3,342  | 3,253  | 3,257  | 3,322  | 3,354  |        |        |        |        | [ 1 ] |
| 6号線 | 降車人員 | 2,953  | 2,842  | 2,782  | 2,757  | 2,805  | 2,854  |        |        |        |        | [ 1 ] |
| 6号線 | 乗降人員 | 6,372  | 6,184  | 6,035  | 6,015  | 6,127  | 6,208  |        |        |        |        | [ 1 ] |

## 駅周辺
- 駱山
- 瑞逸文化芸術高等学校（朝鮮語版）
- 漢城大学校 - ソウル地下鉄4号線漢城大入口駅よりこちらのほうが距離的には近いが、高低差があるためアクセスはあまりいいとはいえない。
- 東望峰トンネル
- 昌信治安センター
- 昌信3洞住民センター

## 隣の駅
ソウル交通公社
 6号線
東廟前駅 (636) - 昌信駅 (637) - 普門駅 (638)